# Seleção dos Estados Unidos de Handebol Feminino
A Seleção dos Estados Unidos de Handebol Feminino é a equipe nacional de handebol dos Estados Unidos do naipe feminino. Ela representa o país em competições internacionais.
Bem como a equipe masculina, a equipe feminina também não conquistou resultados expressivos em sua história e influencia no aspecto do handebol ser um dos esportes com o pior desempenho da nação em Jogos Olímpicos e Campeonatos Mundiais.

## Conquistas
- Jogos Pan-Americanos
  - Medalha de Ouro - 1987, 1995

- Campeonato Pan-Americano
  - Campeão - 1986, 1991
  - Vice-Campeão - 1989

## Ver Também
- Handebol dos Estados Unidos